# Marie Frank
Marie Frank (Viborg, 28 agosto 1973) è una cantante danese.

## Biografia
Marie Frank è salita alla ribalta nel 1999 grazie al suo album di debutto Ancient Pleasures, che ha venduto più di 40 000 copie in Danimarca e che le ha fruttato quattro vittorie ai Danish Music Awards dell'anno successivo, il principale riconoscimento musicale danese. Ha vinto nelle categorie Artista danese dell'anno, Debutto danese dell'anno, Album danese dell'anno e Canzone dance dell'anno (con il singolo Under the Water).
Nel 2001 è uscito il secondo album della cantante, Vermilion, che ha debuttato alla 5ª posizione della neonata classifica danese e che è stato certificato disco d'oro con oltre 25 000 copie vendute. L'anno successivo ha vinto nuovamente il premio per l'artista danese dell'anno ai Danish Music Awards.
Nel 2002 Marie Frank ha lasciato la BMG Denmark e ha fondato la sua etichetta discografica, la Frankly Spinning Music, su cui ha pubblicato l'anno successivo l'EP Swimmingly e, nel 2005, l'album Where the Wind Turns the Skin to Leather, che ha raggiunto il 31º posto nella classifica danese.
Dopo la nascita del figlio, la cantante si è ritirata dai riflettori per alcuni anni, fino alla pubblicazione del suo quarto album Pop Your Wheeze nel 2010. Nel 2015 è uscito Kontinua, il suo primo album cantato in lingua danese.

## Discografia

### Album in studio
- 1999 – Ancient Pleasures
- 2001 – Vermilion
- 2005 – Where the Wind Turns the Skin to Leather
- 2010 – Pop Your Wheeze
- 2015 – Kontinua

### EP
- 2003 – Swimmingly
- 2011 – Bonus Tracks Vol. 1

### Singoli
- 1999 – Symptom of My Time
- 1999 – Save a Little Love
- 2000 – Heart of Saturday Night
- 2000 – Right Beside You
- 2001 – Worth It
- 2001 – Big Love
- 2002 – Hit You Where It Hurts
- 2003 – Whoops Wrong Daisy
- 2005 – I Like It When You Sleep
- 2010 – Smile 'n Lie
- 2014 – Kontinua
- 2015 – Ensomt træ i skoven
- 2017 – Lille fredag i provinsen